# Монтаньяс
Монтаньяс (порт. Montanhas) — муниципалитет в Бразилии, входит в штат Риу-Гранди-ду-Норти. Составная часть мезорегиона Восток штата Риу-Гранди-ду-Норти. Входит в экономико-статистический  микрорегион Литорал-Сул. Население составляет 12 383 человека на 2007 год. Занимает площадь 82 км². Плотность населения — 151,1 чел./км².
Праздник города — 20 июля.

## Статистика
- Валовой внутренний продукт на 2005 год составляет 29 186,00 реалов (данные: Бразильский институт географии и статистики).
- Валовой внутренний продукт на душу населения на 2005 год составляет 2355,03 реалов (данные: Бразильский институт географии и статистики).
- Индекс развития человеческого потенциала на 2000 год составляет 0,586 (данные: Программа развития ООН).

## География
Климат местности: тропический.